# Anapodisma beybienkoi
Anapodisma beybienkoi is een rechtvleugelig insect uit de familie veldsprinkhanen (Acrididae). De wetenschappelijke naam van deze soort is voor het eerst geldig gepubliceerd in 1971 door Rentz & Miller.